# Даніель Беке
Даніель Беке (нім. Daniel Becke, 12 березня 1978) — німецький велогонщик.
Олімпійський чемпіон 2000 року в командній гонці переслідування.